# Kaká (cầu thủ bóng đá, sinh tháng 5 năm 1991)
Everton Ferreira  Guimarães hay đơn giản Kaká (sinh ngày 20 tháng 5 năm 1991 ở São Paulo) là một cầu thủ bóng đá người Brasil thi đấu cho câu lạc bộ Bồ Đào Nha C.D. Nacional.

## Sự nghiệp câu lạc bộ
Kaká trải qua sự nghiệp ban đầu ở Brasil. Không thể ở lại một câu lạc bộ hơn 1 năm, anh rời đi để đến Bồ Đào Nha, và ký hợp đồng với S.C.U. Torreense năm 2011.
Năm 2015, Kaká ký hợp đồng cho Mafra, và ký bản hợp đồng mới vào tháng 9 cùng năm.

## Thống kê sự nghiệp

### Câu lạc bộ
Tính đến 17 tháng 4 năm 2018.
| Câu lạc bộ          | Mùa giải            | Giải vô địch                    | Giải vô địch | Giải vô địch | Cúp     | Cúp       | Châu lục | Châu lục  | Khác    | Khác      | Tổng cộng | Tổng cộng |
| Câu lạc bộ          | Mùa giải            | Hạng đấu                        | Số trận      | Bàn thắng    | Số trận | Bàn thắng | Số trận  | Bàn thắng | Số trận | Bàn thắng | Số trận   | Bàn thắng |
| ------------------- | ------------------- | ------------------------------- | ------------ | ------------ | ------- | --------- | -------- | --------- | ------- | --------- | --------- | --------- |
| Torreense           | 2011–12             | Segunda Divisão                 | 16           | 0            | 2       | 1         | –        | –         | 0       | 0         | 18        | 1         |
| Torreense           | 2012–13             | Segunda Divisão                 | 13           | 2            | 0       | 0         | –        | –         | 0       | 0         | 13        | 2         |
| Torreense           | 2013–14             | Campeonato Nacional de Seniores | 29           | 2            | 0       | 0         | –        | –         | 0       | 0         | 29        | 2         |
| Torreense           | Tổng cộng           | Tổng cộng                       | 58           | 4            | 2       | 1         | 0        | 0         | 0       | 0         | 60        | 5         |
| Mafra               | 2014–15             | Campeonato Nacional de Seniores | 3            | 0            | 1       | 0         | –        | –         | 0       | 0         | 4         | 0         |
| Mafra               | 2015–16             | LigaPro                         | 25           | 4            | 0       | 0         | –        | –         | 0       | 0         | 25        | 4         |
| Mafra               | Tổng cộng           | Tổng cộng                       | 28           | 4            | 1       | 0         | 0        | 0         | 10      | 1         | 29        | 4         |
| Académica (mượn)    | 2016–17             | LigaPro                         | 32           | 4            | 4       | 0         | –        | –         | 0       | 0         | 36        | 4         |
| Nacional            | 2017–18             | LigaPro                         | 17           | 1            | 1       | 0         | 0        | 0         | 0       | 0         | 18        | 1         |
| Tổng cộng sự nghiệp | Tổng cộng sự nghiệp | Tổng cộng sự nghiệp             | 135          | 13           | 8       | 1         | 0        | 0         | 4       | 0         | 143       | 14        |

Notes
1. 1 2  Appearances in the Cúp bóng đá Bồ Đào Nha
2. ↑  Appearances in the Cúp Liên đoàn bóng đá Bồ Đào Nha
3. ↑  Three appearances in the Cúp bóng đá Bồ Đào Nha, one appearance in the Cúp Liên đoàn bóng đá Bồ Đào Nha